# Vida Miknevičiūtė
Vida Miknevičiūtė (geboren am 13. Juli 1979) ist eine litauische Opernsängerin der Stimmlage Sopran.

## Leben und Werk
Nach dem Besuch eines Musikgymnasiums absolvierte Miknevičiūtė an der Litauischen Musik- und Theaterakademie ihr Gesangsstudium, welches sie mit einem Magister abschloss. Ein Erasmus-Stipendium führte die Sopranistin 2003 an die Leipziger Hochschule für Musik Felix Mendelssohn Bartholdy. Von 2005 bis 2007 war sie Mitglied des Internationalen Opernstudios des Opernhauses Zürich. In dieser Zeit gastierte sie auch beim Festival d’Aix-en-Provence und am Theater Basel, gewann einige Wettbewerbe und erhielt Stipendien. Von 2008 bis 2010 war sie Mitglied des Internationalen Opernstudios der Hamburgischen Staatsoper und sang dort unter anderem Hebe und Phani in Les Indes galantes, Pamina, Papagena, Zerlina, Micaëla, Sandmännchen und Gretel, eine Reihe von Wagner-Rollen und die Adina in Donizettis L’elisir d’amore.
Seit 2011 ist Vida Miknevičiūtė Ensemblemitglied des Staatstheaters Mainz, wo sie sich ein breites Repertoire vom Barock bis zu Opern des späten 20. Jahrhunderts erarbeiten und in populären Partien die Gunst des Publikums und der Presse erringen konnte, beispielsweise als Violetta Valery in La traviata, als Mimi in La Bohème oder als Tatjana in Eugen Onegin. Ihre Vielfältigkeit beweist sich in zwei Rollen – der Lydia Ivanovna in Franz von Suppés Operette Fatinitza einerseits, der Natalie, Prinzessin von Oranien, in Hans Werner Henzes Oper Der Prinz von Homburg aus dem Jahr 1960 andererseits. In Mainz sang sie auch Mozart-Rollen, wie die Elettra im Idomeneo, oder Wagner-Partien, wie die Eva in den Meistersingern von Nürnberg.
Gastspiele führten die Sängerin als Gretel und Kaiserin ans Staatstheater Kassel, als Donna Elvira nach Versailles und Montpellier, in den Mozart-Partien Pamina und Fiordiligi wiederum nach Hamburg sowie als Tatjana nach Vilnius. 2012 sang sie bei einem Gastspiel der Hamburgischen Staatsoper im australischen Brisbane die Freia in Wagners Rheingold. In Mainz war sie das Gretchen in beiden berühmten Faust-Opern (von Boito und Gounod) und sie ist eine der wenigen Sängerinnen, die allen drei – fallweise miteinander konkurrierenden – Opernhäusern des Rhein-Main-Gebietes aufgetreten ist: Neben ihrem Festengagement in Mainz gastierte sie 2014–15 an der Oper Frankfurt als Csárdásfürstin und 2016 am Hessischen Staatstheater Wiesbaden als Kaiserin in Uwe Eric Laufenbergs Inszenierung der Frau ohne Schatten. Im Dezember 2020 sprang sie in Calixto Bieitos Inszenierung von Wagners Lohengrin an der Staatsoper Unter den Linden für die erkrankte Sonya Yoncheva ein und studierte dafür innerhalb von zwei Wochen die Partie der Elsa von Brabant ein.
Im Konzertsaal übernahm Miknevičiūtė unter anderem die Sopran-Soli in Mozarts Krönungsmesse und in dessen Requiem, in Brahms’ Deutschem Requiem, in Mahlers Vierter und in Orffs Carmina Burana. Sie sang in der Tonhalle Zürich und in der Hamburgischen Laeiszhalle, beim finnischen Valery-Gergiev-Festival in Mikkeli sowie in ihrem Heimatland Litauen.
Wichtige musikalische Impulse erhielt die Sängerin durch namhafte Dirigenten wie Daniel Barenboim, Hermann Bäumer, Ádám Fischer, Valery Gergiev, Alexander Joel, Peter Schneider oder Simone Young. Sie war auch in Inszenierungen von bedeutenden Regisseuren zu sehen, darunter Lorenzo Fioroni, Tilman Knabe, Harry Kupfer, Christof Nel, Vera Nemirova, Tom Ryser, Johannes Schütz und Katharina Thalbach.

## Rollen (Auswahl)
| Bizet: - Micaëla in Carmen Boito: - Margherita in Mefistofele Gounod: - Marguerite in Faust Henze: - Prinzessin Natalie von Oranien in Der Prinz von Homburg Humperdinck: - Gretel und Sandmännchen in Hänsel und Gretel Korngold: - Marie/Marietta in Die tote Stadt Ligeti: - Go-Go in Le Grand Macabre Mozart: - Elettra in Idomeneo - Zerlina und Donna Elvira in Don Giovanni - Fiordiligi in Così fan tutte - Pamina und Papagena in Die Zauberflöte |  | Poulenc: - Blanche de la Force in Dialogues des Carmélites Puccini: - Mimi in La Bohème Purcell: - Helena in The Fairy-Queen Richard Strauss: - Chrysothemis und 5. Magd in Elektra - Kaiserin in Die Frau ohne Schatten Tschaikowski: - Tatjana in Eugen Onegin Verdi: - Violetta Valery in La traviata Wagner: - Irene in Rienzi - Elsa in Lohengrin - Eva in Die Meistersinger von Nürnberg - Wellgunde und Freia in Das Rheingold - Helmwige in Die Walküre |

## Auszeichnungen
- Erster Preis und Publikumspreis beim Robert-Stolz-Gesangswettbewerb Wiener Operette
- Concorso Riccardo Zandonai in Riva del Garda
- 3. Preis beim Gesangswettbewerb Operette, meine Liebe in Kaunas, Litauen
- Stipendiatin der Barenberg-Bank für künstlerische Entwicklung Hamburg
- Verleihung des Ehrentitels „Hamburger Kammersängerin“ 2024[4]